# 139
139（百三十九、ひゃくさんじゅうきゅう）は自然数、また整数において、138の次で140の前の数である。

## 性質
- 139は34番目の素数である。1つ前は137、次は149。
  - 約数の和は140。
- 137と139は11番目の双子素数である。1つ前は(107, 109)、次は(149, 151)。
- 139 = 139 + 0 × i (iは虚数単位)
  - a + 0 × i (a > 0) で表される18番目のガウス素数である。1つ前は131、次は151。
- 13…39 の形の最小の素数である。次は13339。ただし挟まれた数は無くてもいいとすると最小は19。(オンライン整数列大辞典の数列 A102014)
- 末尾の2桁が39の最小の素数である。次は239。(オンライン整数列大辞典の数列 A268858)
- 5つの連続する素数の和で表せる8番目の数である。1つ前は119、次は161。
139 = 19 + 23 + 29 + 31 + 37
  - 5つの連続する素数の和が素数になる5番目の数である。1つ前は101、次は181。
- 1/139 = 0.0071942446043165467625899280575539568345323741… (下線部は循環節で長さは46)
  - 逆数が循環小数になる数で循環節が46になる3番目の数である。1つ前は94、次は141。
- π(800) = 139 (ただしπ(x)は素数計数関数)
  - 800までの素数は139個ある。1つ前の700までは125、次の900までは154。(オンライン整数列大辞典の数列 A028505)
- 各位の和が13になる7番目の数である。1つ前は94、次は148。
  - 各位の和が13になる2番目の素数である。1つ前は67、次は157。(オンライン整数列大辞典の数列 A106755)
- 各位の平方和が91になる最小の数である。次は193。(オンライン整数列大辞典の数列 A003132)
  - 各位の平方和が n になる最小の数である。1つ前の90は39、次の92は1139。(オンライン整数列大辞典の数列 A055016)
- 各位の立方和が757になる最小の数である。次は193。(オンライン整数列大辞典の数列 A055012)
  - 各位の立方和が n になる最小の数である。1つ前の756は39、次の758は1139。(オンライン整数列大辞典の数列 A165370)
- 139 = 22 + 32 + 42 + 52 + 62 + 72
  - 6連続自然数の平方和で表せる2番目の数である。1つ前は91、次は199。
- 139 = 32 + 32 + 112 = 32 + 72 + 92
  - 3つの平方数の和2通りで表せる31番目の数である。1つ前は138、次は141。(オンライン整数列大辞典の数列 A025322)
  - 139 = 32 + 72 + 92
    - 異なる3つの平方数の和1通りで表せる42番目の数である。1つ前は137、次は140。(オンライン整数列大辞典の数列 A025339)
    - n = 2 のときの 3n + 7n + 9n の値とみたとき1つ前は19、次は1099。(オンライン整数列大辞典の数列 A074559)
- 3の累乗数を並べてできる数である。1つ前は13、次は13927。(オンライン整数列大辞典の数列 A051639)
  - 9の約数 1,3,9 を昇順に並べた数である。n の約数を昇順に並べた数とみたとき1つ前の8は1248、次の10は12510。(オンライン整数列大辞典の数列 A037278)
- 4番目の完全数8128の全ての素因数の和が139である。1つ前は39、次は8215。(オンライン整数列大辞典の数列 A276663)

## その他139に関連すること
- 年始から数えて139日目は5月19日、閏年は5月18日。
- 西暦139年
- 第139代ローマ教皇はシルウェステル2世（在位：999年4月2日～1003年5月12日）である。
- ポーランド国鉄139号線は、ポーランド南部の都市カトヴィツェからスロバキアとの国境付近を結ぶ鉄道路線。
- STB139 スイートベイジルは、東京都港区六本木にあったライブハウス。